# Брунейско-российские отношения
Брунейско-российские отношения — отношения между Брунеем и Россией. Бруней имеет посольство в Москве. С февраля 2010 года в Брунее действует посольство Российской Федерации.

## Отношения в советскую эпоху
В 1987 году Михаил Горбачёв призвал к установлению дипломатических отношений с Брунеем. Посол СССР в Сингапуре говорил, что отношения с Брунеем в 1988 году невозможно было начать, так как султанат не был готов в это время к созданию отношения с коммунистическим государством. Лишь 1 октября 1991 года Бруней установил  дипломатические отношения с Советским Союзом.

## Постсоветские отношения

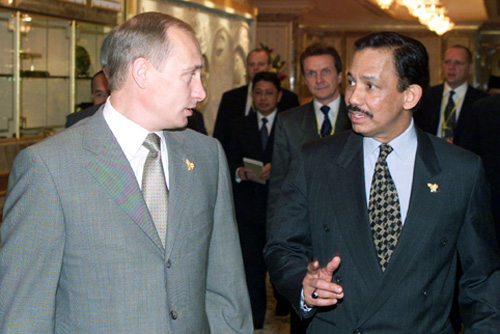
Президент Владимир Путин с султаном Хассаналом Болкиахом в Бандар-Сери-Бегаване в 2000 году.

В 2000 году президент России Владимир Путин прибыл в Бруней на саммит АТЭС. Здесь он встретился с султаном Брунея Хассанал Болкиахом во дворце Нурул Иман.
10 июня 2005 года султан Брунея Хассанал Болкиах совершил первый официальный визит в Россию в качестве главы государства Бруней. По словам Геннадия Чуфрина, члена-корреспондента Российской академии наук, визит ознаменовал собой серьёзный шаг на пути установления двусторонних отношений.
1 декабря 2008 года Премьер-министр Владимир Путин подписал распоряжение о создании посольства России в Бандар-Сери-Бегаване. Андрей Нестеренко, представитель российского МИД, отметил, что создание посольства России в Брунее поможет активизировать вопросы, связанные с Брунеем и Россией.